# Protestantse kerk (Uden)
De protestantse kerk is een protestants kerkgebouw in de tot de Noord-Brabantse gemeente Maashorst behorende plaats Uden. De kerk is gelegen aan de Schepenhoek 157.
Deze kerk werd in 1983 in gebruik genomen en verving de – kleinere – hervormde kerk. De kerk werd een Samen op Weg-kerk, die later opging in de PKN-kerk voor de gemeente Uden-Veghel.
Het betreft een kerkgebouw in de stijl van het naoorlogs modernisme, met plat dak en puntvormige daken boven de vensters. De kerk is voorzien van een losstaande open klokkentoren, uitgevoerd in beton.